# Herbert Seggelke
Herbert Seggelke (* 13. Juni 1905 in Hannover; † 10. Juli 1990 in Düsseldorf) war ein deutscher Herausgeber, Filmregisseur, Filmproduzent, Regisseur, Drehbuchautor und Kameramann. Als Kultur- und Dokumentarfilmer hinterließ der mehrfach Ausgezeichnete seit den frühen 1940er Jahren bis in die 1970er Jahre zahlreiche Dokumente der Zeitgeschichte.

## Leben
Seggelke stammte aus einer großbürgerlichen Familie, die seinem frühen Interesse an Medium Film kritisch gegenüber stand. Nach dem Besuch des Realgymnasiums in seiner Geburtsstadt Hannover studierte er Literatur, Kunst und Philosophie an den Universitäten München und Sorbonne. Anschließend setzte er seine Studien in Wien, Prag und London fort. Ab 1937 war er für die Kulturfilmabteilung der Tobis tätig und schrieb parallel dazu Kurzfilm-Drehbücher für die UFA.
Nach ersten Versuchen im Filmgeschäft debütierte Seggelke 1941 als Regisseur mit dem Kurz-Dokumentar- und Kulturfilm Menschen ohne Schwerkraft über Zirkusartisten. Zwar integrierte er in diesen Film Aufnahmen von Wehrmacht-Soldaten beim Kauf von Eintrittskarten, was als beiläufige Kriegspropaganda interpretiert werden kann. Im Allgemeinen lehnte er das NS-Regime jedoch ab und wurde von der Gestapo mehrmals Verhören unterzogen, da er Kontakt zu Widerstandsgruppen hatte. Während der Zeit des Nationalsozialismus vollendete er nur noch die Kurz-Dokumentation Die Kunst der Maske mit Werner Krauß (1944). Kriegsdienst musste Seggelke aus gesundheitlichen Gründen nicht leisten.
Ab 1945 arbeitete der in München lebende Seggelke als Redakteur, Sprecher sowie Autor bei Radio München. Daneben war er als Journalist für Zeitungen wie die Süddeutsche und Neue Zürcher Zeitung tätig. Er gehörte dem Verband Westdeutscher Filmjournalisten an und war Mitbegründer des Instituts für Filmwesen.
1949 konnte Seggelke seinen bereits 1943 begonnenen Experimentalfilm Strich-Punkt-Ballett fertigstellen, der als sein bekanntestes Werk gilt. Hierfür verwendete er keine Kamera, sondern brachte – in Anlehnung an die Markierungen von Filmeditoren – mit farbigen Fettstiften Punkte und Striche direkt auf das Filmmaterial auf. Diese Bilder hinterlegte er mit Jazzmusik. Die Uraufführung von Strich-Punkt-Ballett fand 1952 bei den Internationalen Filmfestspielen von Venedig statt.
Es folgten mehrere Kurz-Dokumentarfilme, bevor Seggelke gemeinsam mit Jean Cocteau einen weiteren experimentellen Kurzfilm schuf, bei dem ebenfalls keine Kamera zum Einsatz kam. Die Maler Cocteau, Gino Severini, Ernst Wilhelm Nay und Hans Erni gestalteten vier Filmbänder, die mit den Französischen Suiten von Johann Sebastian Bach hinterlegt wurden. Cocteau agierte außerdem als Off-Sprecher. Der Film erschien 1955 unter dem Titel Eine Melodie – vier Maler. Für diese Regiearbeit wurde Seggelke im gleichen Jahr erstmals mit dem Bundesfilmpreis bzw. Deutschen Filmpreis ausgezeichnet (Kategorie „Bester Kulturfilm in Farbe“). Dies gelang ihm 1957/1958 erneut mit den beiden Kurz-Dokumentarfilmen Tausend kleine Zeichen, über die Entschlüsselung chinesischer Schriftzeichen, und Achtung, Synkope, an dem Marcel Marceau mitwirkte. Tausend kleine Zeichen brachte Seggelke außerdem einen als Sonderpreis vergebenen Silbernen Bären auf der Berlinale 1957 ein.
Seggelkes stellte häufig Künstler in den Mittelpunkt seiner Filme, neben Cocteau und Marceau gehörten unter anderem Tänzer Harald Kreutzberg (Der ewige Kreis) und Bildhauer Bernhard Heiliger (Plastik 58 – Kleine Schöpfungsgeschichte) dazu. Auch dem Schweizer Regisseur Leopold Lindtberg widmete er einen Dokumentarfilm (Leopold Lindtberg. Ein Leben für das Theater), der vom ZDF produziert und dort 1974 uraufgeführt wurde. Weitere Themen waren städtische Architektur und Gartenbau. 1984 erschien Seggelkes letztes Werk, der Kurz-Dokumentarfilm Künstler und Jugendbuch.
Herbert Seggelke starb 1990 im Alter von 85 Jahren in Düsseldorf. Er war zweimal verheiratet. Sein Nachlass, bestehend aus Skizzen, Treatments, Drehbüchern, Schriftwechsel sowie Produktionsunterlagen zu Filmen ist in der Zentralen Datenbank Nachlässe des deutschen Bundesarchivs erfasst.

## Filmografie (Auswahl)
- 1941: Menschen ohne Schwerkraft (Kurz-Dokumentarfilm)
- 1943: Die große Nummer (Regieassistent)
- 1944: Die Kunst der Maske (Kurz-Dokumentarfilm)
- 1949: Strich-Punkt-Ballett (Kurz-Animationsfilm)
- 1952: Der ewige Kreis (Kurz-Dokumentarfilm)
- 1953: Wochenschau der Tiere (Kurz-Dokumentarfilm)
- 1954: Der Wundertisch (Kurz-Dokumentarfilm)
- 1955: Eine Melodie – vier Maler (Kurz-Dokumentarfilm)
- 1957: Tausend kleine Zeichen (Kurz-Dokumentarfilm)
- 1957: Achtung, Synkope (Kurz-Dokumentarfilm)
- 1958: Plastik 58 – Kleine Schöpfungsgeschichte (Kurz-Dokumentarfilm)
- 1960: Mosaik einer Stadt (Kurz-Dokumentarfilm)
- 1965: Contra-Punkte (Kurz-Experimentalfilm)
- 1965: Der große Garten (Kurz-Dokumentarfilm)
- 1970: Städte von heute – für morgen geplant (Kurz-Dokumentarfilm)
- 1974: Leopold Lindtberg. Ein Leben für das Theater (TV-Dokumentarfilm)
- 1984: Künstler und Jugendbuch (Kurz-Dokumentarfilm)

## Auszeichnungen (Auswahl)
- 1955: „Bester Kulturfilm in Farbe“ beim Deutschen Filmpreis für Eine Melodie – vier Maler
- 1957: „Silberner Berliner Bär (Kurzfilm)“ (Sonderpreis) für Tausend kleine Zeichen
- 1957: „Bester kurzer Kulturfilm“ beim Deutschen Filmpreis für Tausend kleine Zeichen
- 1958: „Bester sonstiger Kurzfilm in Farbe“ beim Deutschen Filmpreis für Achtung, Synkope[9]